# Acanthaspidia bifurcata
Acanthaspidia bifurcata là một loài chân đều trong họ Acanthaspidiidae. Loài này được Menzies miêu tả khoa học năm 1962.